# Conor Gallagher
Conor John Gallagher (n. 6 februarie 2000, Epsom, Anglia, Regatul Unit) este un fotbalist britanic, care joacă pe post de mijlocaș la Atlético Madrid în La Liga. Pe plan internațional, are prezențe la națională pentru Anglia U17⁠(d), Anglia U18⁠(d), Anglia U19⁠(d), Anglia U20⁠(d), Anglia U-21⁠(d) și Anglia.
Începându-și cariera cu Chelsea, Gallagher a petrecut timp împrumutat la cluburile din EFL Championship Charlton Athletic, Swansea City și cluburile din Premier League West Bromwich Albion și Crystal Palace, între 2019 și 2022. La Crystal Palace, Gallagher a fost desemnat Jucătorul Anului al clubului în sezonul 2021-22. Ulterior, a debutat la prima echipă al lui Chelsea în sezonul 2022-2023.
După ce a reprezentat Anglia la diferite niveluri de tineret, Gallagher a debutat cu echipa națională de seniori în noiembrie 2021. A fost membru al echipei Angliei atât la Cupa Mondială din 2022, cât și la UEFA Euro 2024.

## Titluri
Chelsea
- UEFA Europa League: 2018–19 [2]
- Vice-campion al Cupei EFL: 2023–24 [3]

Anglia U17
- Campionatul Mondial de Fotbal Sub-17: 2017 [4]

Anglia
- Vice-campion al Campionatului European de Fotbal: 2024 [5]

Individual
- Jucătorul anului de la Chelsea Academy: 2018–19 [6]
- Jucătorul tânăr al lunii din EFL: august 2019 [7] [8]
- Jucătorul anului de la Crystal Palace: 2021–22 [9]
- Golul anului la Chelsea: 2022–23 [10]